# Lennart Hannelius
Lennart Vilhelm Hannelius (ur. 8 listopada 1893 w Hanko, zm. 4 maja 1950 w Sztokholmie) – fiński strzelec, medalista olimpijski.
Na igrzyskach olimpijskich, Hannelius wystąpił w jednej konkurencji. Było to strzelanie z pistoletu szybkostrzelnego z 25 m (IO 1924), w którym zdobył brązowy medal. Lepsi od niego byli jedynie Henry Bailey i Vilhelm Carlberg.
Hannelius jest dwukrotnym brązowym medalistą mistrzostw świata, oba tytuły wywalczył na mistrzostwach świata w 1929 roku (medale zdobywał w drużynowych konkurencjach w strzelaniu do sylwetki jelenia)